# Telefonvorwahl (Deutschland)

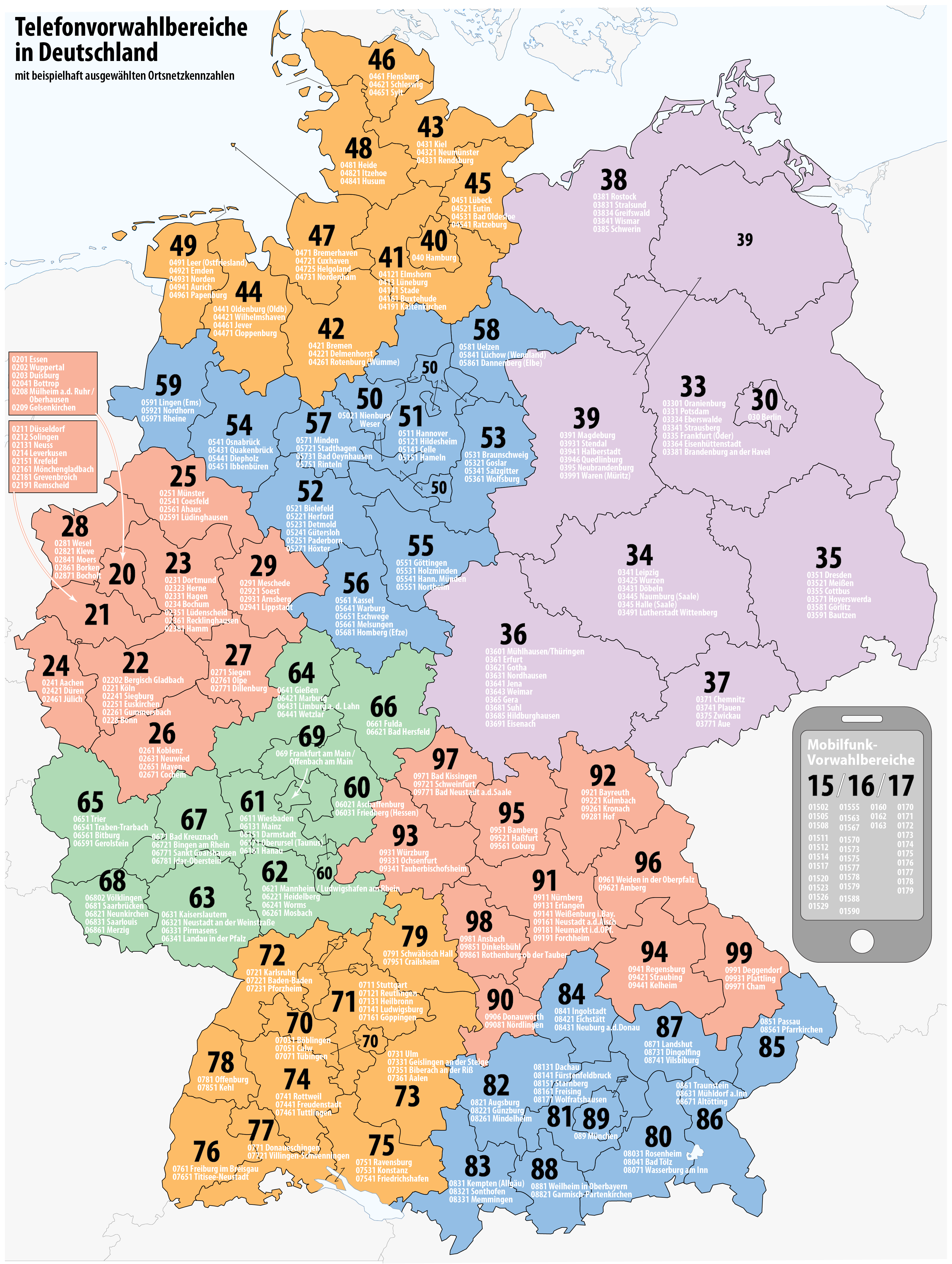
Ortsvorwahlbereiche in Deutschland

Die Telefonvorwahlnummern in Deutschland umfassen 5202 Ortsnetze, fünf Nummernbereiche für den Mobilfunk und mehrere Sonderrufnummern. Sie werden von der Bundesnetzagentur (BNetzA) organisiert und vergeben.

## Zusammensetzung
Die Vorwahlen werden einschließlich der nationalen Verkehrsausscheidungsziffer (Präfix) „0“ angegeben, so wie sie üblicherweise für Telefongespräche innerhalb Deutschlands gewählt werden. Im amtlichen Sprachgebrauch werden Vorwahlen inhaltlich weiter unterschieden. Beispiele:
- 030 12345678 Ortsnetzrufnummer (Berlin)
Die Vorwahl 030 besteht aus Präfix „0“ + Ortsnetzkennzahl (ONKz) „30“
- 0170 1234567 Mobilfunknummer (Deutsche Telekom)
Die Vorwahl 0170 besteht aus Präfix „0“ + Dienstekennzahl „17“ + Blockkennung „0“
- 0180 1 123456 Sonderrufnummer (Shared-Cost 3,9 Ct/Minute)
Die Vorwahl 01801 besteht aus Präfix „0“ + Dienstekennzahl „180“ + Tarifkennung „1“

Bei Anrufen aus dem Ausland wird die nationale Verkehrsausscheidungsziffer „0“ weggelassen. Beispiele:
- +49 30 12345678 Ortsnetzrufnummer (Berlin)
- +49 170 1234567 Mobilfunknummer (Deutsche Telekom)
- +49 1801 123456 Sonderrufnummer (Shared-Cost 3,9 Ct/Minute)

Das Plus-Zeichen „+“ muss vom Anrufer durch die jeweils gültige internationale Verkehrsausscheidungsziffer ersetzt werden; zum Beispiel „00“ bei Anrufen von Europa in das Ausland oder „011“ bei Anrufen von Nordamerika in das Ausland.
Bei Einführung des deutschen Vorwahlsystems wurde das Fernvermittlungsnetz, basierend auf analoger Vermittlungstechnik, mehrstufig hierarchisch gegliedert, wobei jede gewählte Ziffer der Ortsnetzkennzahl einzeln ausgewertet wurde und einer der Hierarchieebenen (Zentralvermittlungsstelle, Hauptvermittlungsstelle, Knotenvermittlungsstelle und Ortsvermittlungsstelle) entsprach. Diese frühere Hierarchie ist daher auch heute noch in den westdeutschen Vorwahlnummern erkennbar, siehe Vermittlungsstelle.
Im Festnetz kann eine Nummer innerhalb desselben Ortsnetzes meist auch ohne Vorwahl angewählt werden. In den Mobilfunknetzen funktioniert dies nicht.
Seit der Einführung der Rufnummernmitnahme kann das angewählte Netz bzw. der Anschlussbetreiber nicht mehr mit Sicherheit anhand der Vorwahl bestimmt werden. Da oft aber der Tarif hiervon abhängt, bieten viele Anschlussbetreiber Auskunftsdienste an (z. B. via Freecall oder per SMS), die zu einer Rufnummer die tarifrelevante Zugehörigkeit ausgeben.
Das unter einer Ortsnetzkennzahl zusammengefasste Gebiet stimmt nicht mit Stadt- und Gemeindegrenzen überein. So sind teilweise mehrere Gemeinden unter einer Kennzahl zusammengefasst und Teile einer Gemeinde können eine eigene Kennzahl haben oder sich diese mit einer Nachbargemeinde teilen. In manchen Fällen werden auch die Grenzen der Länder überschritten.

## Vorwahlbereiche
Ortsnetzkennzahlen liegen aus historischen Gründen nur in den Vorwahlbereichen 02 bis 09. Sie wurden amtlich festgelegt und historisch im Amtlichen Verzeichnis der Ortsnetzkennzahlen (AVON) veröffentlicht. Sonderrufnummern sind vor allem im Vorwahlbereich 01 angesiedelt. Wichtige Ausnahmen sind die Vorwahlen 032, 0700, 0800 und 0900. 00 ist die internationale Verkehrsausscheidungsziffer.
- Vorwahlbereich 00 – Internationale Telefonvorwahlen
- Vorwahlbereich 01 – Call-by-Call, MABEZ, Mobilfunk, Sonderrufnummern, Service-Dienste
- Vorwahlbereich 02 – Nordrhein-Westfalen (außer Nordost), Rheinland-Pfalz (Nord), Hessen (Dillenburger Raum)
- Vorwahlbereich 03 – Mecklenburg-Vorpommern, Berlin, Brandenburg, Sachsen-Anhalt, Sachsen, Thüringen, Niedersachsen (Amt Neuhaus)
  - 032 – Nationale Teilnehmerrufnummern
- Vorwahlbereich 04 – Schleswig-Holstein, Hamburg, Bremen, Niedersachsen (Küste)
- Vorwahlbereich 05 – Nordrhein-Westfalen (Nordost, Raum Rheine u. Ibbenbüren), Niedersachsen (ohne Küste), Hessen (Nord)
- Vorwahlbereich 06 – Saarland, Rheinland-Pfalz (Mitte, Nord [hier auch Grenzorte im Süden von Nordrhein-Westfalen]), Hessen (Mitte, Ost, Süd), Baden-Württemberg (Raum Mannheim/Heidelberg), Bayern (Raum Aschaffenburg)
- Vorwahlbereich 07 – Baden-Württemberg, Südpfalz, Bayern (Raum Neu-Ulm)
  - 0700 – Persönliche Rufnummern
- Vorwahlbereich 08 – Südliches Bayern (Oberbayern, Großteil Bayerisch-Schwabens, südliches Niederbayern)
  - 0800 – Kostenfreie Rufnummern
- Vorwahlbereich 09 – Nördliches Bayern (Franken, Oberpfalz, nördliches Niederbayern), Baden-Württemberg (Raum Wertheim), Hessen (Kalbach, LK Fulda und Seckmauern, Odenwaldkreis)
  - 0900 – Kostenpflichtige Rufnummern, „Mehrwertdienste“

## Kurznummern
Kurznummern können innerhalb ganz Deutschlands gewählt werden, und die meisten besitzen auch eine ursprungsabhängige Leitweglenkung (z. B. 110). Sie besitzen entgegen dem allgemeinen Rufnummernraum mit Vorwahlen eine eigene Rufnummerngasse, z. B. die Elfer-Gasse.
- 110 Polizeinotruf
- 112 Euronotruf (Feuerwehr, Rettungsdienst, Polizei)[2]
- 115 Einheitliche Behördenrufnummer (seit 2011)
- 116xxx Harmonisierte Dienste von sozialem Wert, darunter zum Beispiel:
  - 116000 Initiative Vermisste Kinder e. V.
  - 116006 Weißer Ring e. V.
  - 116111 Nummer gegen Kummer e. V.
  - 116116 Zentrale Anlaufstelle zur Sperrung elektronischer Berechtigungen (Sperr-Notruf)
  - 116117 ärztliche Bereitschaftsdienste
  - 116123 Telefonseelsorge Deutschland (eine von drei Nummern)
- 118xx Telefonauskunftsdienste

## Änderungen im Zuge der deutschen Wiedervereinigung
Bis zur deutschen Einheit galten in beiden deutschen Staaten jeweils eigene Systeme für Telefonvorwahlen. Eine Reform blieb hier jedoch aus, da durch Erweiterung der Vorwahl auf sechs Ziffern (einschließlich führender Null) genügend Vorwahlnummern im Bereich „03“ (bisher nur in Form der „030“ für Berlin genutzt) zur Verfügung standen, durch die man die bisherigen DDR-Vorwahlen ersetzte. Die internationale Vorwahl „+37“ für die DDR entfiel mit der Reform. Reformen von Vorwahlen werden allgemein nur sehr restriktiv vorgenommen und waren auch in der Bundesrepublik vor 1990 selten. Bei der Umstellung der Vorwahlen in den neuen Ländern blieben die Rufnummern erhalten, soweit dies möglich war. Ab dem 1. Juni 1992 waren nur noch die neuen Vorwahlen wählbar.